# Decatur (Texas)
Decatur település az Amerikai Egyesült Államok Texas államában, Wise megyében, melynek megyeszékhelye is. Lakosainak száma 6538 fő (2020. április 1.).

## Népesség
A település népességének változása:

| 2010 | 6 042 |
| 2020 | 6 538 |